# Emilio Ogñénovich
Emilio Ogñénovich (Olavarria, 25. siječnja 1923. – 29. siječnja 2011.) je bio nadbiskup Mercedesko-lujánske nadbiskupije. Crnogorskog i hrvatskog je podrijetla.

## Životopis
Rođen je u Olavarriji, Buenos Aires 25. siječnja 1923. godine. Po ocu je podrijetlom iz pivskog sela Mratinja. Majka mu je Hrvatica iz Dalmacije. Po daljim korijenima po ocu je iz Banjana i Kotora. Emilio je bio najstarije dijete od petoro djece Simona Ognjenovića i Rose Gregov Vulešević. Simon je iz Crne Gore, a u Argentinu je emigrirao između 1921. i 1924. godine. Pradjed mu je bio Špiro Ognjenović, poznati glazbenik i skladatelj, koji je poslije bio tajnik ministarstva financija Kneževine Crne Gore, brat Milene Ognjenović Pavlović za koju mnogi drže da je prva crnogorska koncertna pijanistica. Emiliov djed Stevan Špirov Ognjenović, bio je poznati crnogorski liječnik, školovan u Petrogradu i Beču, koji je kad se vratio u Crnu Goru bio upravitelj bolnice Knjaginja Zorka u Nikšiću te potom na Cetinju u bolnici Danilo I.
1949. se zaredio za svećenika. 1979. je imenovan za pomoćnog biskupa biskupije Bahia Blanca i za naslovnog biskupa Mibiarce, a za potonju je i zaređen iste godine.
1982. je imenovan i zaređen za biskupa mercedeske biskupije. 21. rujna 1997. je imenovan za nadbiskupa nadbiskupije Merdedesko-lujánske. Postao je biskupom u miru u svibnju 2000.